# Dependência de benzodiazepina
A dependência de benzodiazepínicos define uma situação em que alguém desenvolveu uma ou mais das seguintes condições: tolerância, sintomas de abstinência, comportamentos de busca de drogas, como uso contínuo apesar de efeitos prejudiciais, e um padrão mal adaptativo de uso de substâncias, de acordo com o DSM-IV. No caso da dependência de benzodiazepínicos, no entanto, o uso contínuo parece estar associado mais à tentativa de evitar reações de abstinência desagradáveis em vez dos efeitos prazerosos da droga. A dependência de benzodiazepínicos se desenvolve com o uso a longo prazo, mesmo em doses terapêuticas baixas, sem o comportamento de dependência descrito.